# 1. florbalová liga mužů 2006/2007
1. florbalová liga mužů 2006/2007 byla 14. ročníkem druhé nejvyšší mužské florbalové soutěže v Česku. Soutěž se poprvé jmenovala 1. liga (dosud 2. liga).
Základní část soutěže hrálo 12 týmů systémem dvakrát každý s každým. Do play-off postoupilo prvních osm týmů a hrálo se poprvé na tři vítězné zápasy (v předchozí sezóně se hrálo jen na dva). Play-down hrály poslední čtyři týmy.
Vítězem ročníku se stal tým SK FBC Třinec po porážce týmu SK Bivoj Litvínov ve finále. Třinec se tak po jedné sezóně v 1. lize vrátil do Extraligy, kde nahradil sestupující tým TJ Sokol Královské Vinohrady. Pro Litvínov, který hrál 1. ligu teprve druhou sezónu, byla účast ve finále a následné baráži největší dosavadní úspěch, který tým překonal až o osm let později vítězstvím v sezóně 2014/2015.
Nejhoršího výsledku ve své historii dosáhl tým Akcent Sparta Praha, když vypadl již ve čtvrtfinále.
1. liga měla v této sezóně mimo Třince ještě tři další nové účastníky, vítěze divizí 2. ligy v předchozí sezóně, týmy FBC DDM Kadaň, FTS Florbal Náchod a Paskov Saurians. Kadaň se vrátila do 1. ligy po třech sezónách, ale opět se v lize neudržela a sestoupila zpět. Naopak Náchod a Paskov postoupily poprvé a probojovaly se až do play-off.
V play-down mimo Kadaně svoji prvoligovou účast neudržely týmy SKP Litolica Nymburk a ASK Orka Stará Boleslav, oba dlouhodobí účastníci 1. ligy. Sestupující týmy byly následující sezóně nahrazeny nahrazeny vítězi divizí 2. ligy, týmy Spartak Pelhřimov, FBC Kladno a 1. MVIL Hrabová. Všechny tři týmy postoupily do 1. ligy poprvé.

## Základní část
| Poř. | Tým                     | Záp. | Výh. | Rem. | Pro. | Branky    | Body |
| ---- | ----------------------- | ---- | ---- | ---- | ---- | --------- | ---- |
| 1.   | SK FBC Třinec           | 22   | 16   | 3/2  | 3    | 171 : 980 | 53   |
| 2.   | TJ Znojmo               | 22   | 14   | 5/3  | 3    | 168 : 100 | 50   |
| 3.   | SK Bivoj Litvínov       | 22   | 13   | 4/1  | 5    | 135 : 960 | 44   |
| 4.   | FBC Vikings Kopřivnice  | 22   | 12   | 5/1  | 5    | 108 : 760 | 42   |
| 5.   | Paskov Saurians         | 22   | 11   | 4/3  | 7    | 131 : 107 | 40   |
| 6.   | Akcent Sparta Praha     | 22   | 8    | 8/3  | 6    | 102 : 910 | 35   |
| 7.   | FTS Florbal Náchod      | 22   | 8    | 3/0  | 11   | 193 : 119 | 27   |
| 8.   | FBŠ Asics Jihlava       | 22   | 7    | 4/1  | 11   | 100 : 147 | 26   |
| 9.   | SKP Litolica Nymburk    | 22   | 6    | 5/2  | 11   | 193 : 127 | 25   |
| 10.  | FBC DDM Kadaň           | 22   | 6    | 2/0  | 14   | 199 : 134 | 20   |
| 11.  | TJ MEZ Vsetín           | 22   | 6    | 0/0  | 16   | 109 : 168 | 18   |
| 12.  | ASK Orka Stará Boleslav | 22   | 2    | 3/0  | 17   | 171 : 117 | 9    |

## Play off
Jednotlivá kola play-off se hrála na tři vítězné zápasy.

### Pavouk
|  | Čtvrtfinále (na zápasy) | Čtvrtfinále (na zápasy) |               |   | Semifinále (na zápasy) | Semifinále (na zápasy) |  |  | Finále (na zápasy) | Finále (na zápasy) |
|  |                         |                         |               |   |                        |                        |  |  |                    |                    |
|  |                         |                         |               |   |                        |                        |  |  |                    |                    |
|  | SK FBC Třinec           | 3                       |               |   |                        |                        |  |  |                    |                    |
|  | SK FBC Třinec           | 3                       |               |   |                        |                        |  |  |                    |                    |
|  | FBŠ Asics Jihlava       | 0                       |               |   |                        |                        |  |  |                    |                    |
|  | FBŠ Asics Jihlava       | 0                       | SK FBC Třinec | 3 |                        |                        |  |  |                    |                    |
|  |                         |                         | SK FBC Třinec | 3 |                        |                        |  |  |                    |                    |
|  |                         | FBC Vikings Kopřivnice  | 2             |   |                        |                        |  |  |                    |                    |
|  | FBC Vikings Kopřivnice  | FBC Vikings Kopřivnice  | 2             | 3 |                        |                        |  |  |                    |                    |
|  | FBC Vikings Kopřivnice  |                         |               | 3 |                        |                        |  |  |                    |                    |
|  | Paskov Saurians         | 2                       |               |   |                        |                        |  |  |                    |                    |
|  | Paskov Saurians         | 2                       | SK FBC Třinec | 3 |                        |                        |  |  |                    |                    |
|  |                         |                         | SK FBC Třinec | 3 |                        |                        |  |  |                    |                    |
|  |                         | SK Bivoj Litvínov       | 0             |   |                        |                        |  |  |                    |                    |
|  | TJ Znojmo               | SK Bivoj Litvínov       | 0             | 3 |                        |                        |  |  |                    |                    |
|  | TJ Znojmo               |                         |               | 3 |                        |                        |  |  |                    |                    |
|  | FTS Florbal Náchod      | 0                       |               |   |                        |                        |  |  |                    |                    |
|  | FTS Florbal Náchod      | 0                       | TJ Znojmo     | 1 |                        |                        |  |  |                    |                    |
|  |                         |                         | TJ Znojmo     | 1 |                        |                        |  |  |                    |                    |
|  |                         | SK Bivoj Litvínov       | 3             |   |                        |                        |  |  |                    |                    |
|  | SK Bivoj Litvínov       | SK Bivoj Litvínov       | 3             | 3 |                        |                        |  |  |                    |                    |
|  | SK Bivoj Litvínov       |                         |               | 3 |                        |                        |  |  |                    |                    |
|  | Akcent Sparta Praha     | 0                       |               |   |                        |                        |  |  |                    |                    |
|  | Akcent Sparta Praha     | 0                       |               |   |                        |                        |  |  |                    |                    |

### Baráž
Poražený finalista, tým SK Bivoj Litvínov, prohrál v extraligové baráži proti týmu EVVA FBŠ Bohemians.

## Play-down
První kolo play-down hrály 9. s 12. a 10. s 11. týmem po základní části. Jednotlivá kola play-down se hrála na tři vítězné zápasy.
Poražení z prvního kola sestoupili do 2. ligy. Vítězové hráli proti sobě ve druhém kole. Vítěz druhého kola zůstal v 1. lize, poražený sestoupil do 2. ligy.

### Pavouk
|  | 1. kolo (na zápasy)     | 1. kolo (na zápasy)     |               |   | 2. kolo (na zápasy) | 2. kolo (na zápasy) |
|  |                         |                         |               |   |                     |                     |
|  |                         |                         |               |   |                     |                     |
|  | SKP Litolica Nymburk    | 2                       |               |   |                     |                     |
|  | SKP Litolica Nymburk    | 2                       |               |   |                     |                     |
|  | ASK Orka Stará Boleslav | 3                       |               |   |                     |                     |
|  | ASK Orka Stará Boleslav | 3                       | TJ MEZ Vsetín | 3 |                     |                     |
|  |                         |                         | TJ MEZ Vsetín | 3 |                     |                     |
|  |                         | ASK Orka Stará Boleslav | 2             |   |                     |                     |
|  | FBC DDM Kadaň           | ASK Orka Stará Boleslav | 2             | 2 |                     |                     |
|  | FBC DDM Kadaň           |                         |               | 2 |                     |                     |
|  | TJ MEZ Vsetín           | 3                       |               |   |                     |                     |

## Konečné pořadí
| Pořadí           | Tým                     |
| ---------------- | ----------------------- |
| Zlatá medaile    | SK FBC Třinec           |
| Stříbrná medaile | SK Bivoj Litvínov       |
| Bronzová medaile | TJ Znojmo               |
| 4.               | FBC Vikings Kopřivnice  |
| 5.               | Paskov Saurians         |
| 6.               | Akcent Sparta Praha     |
| 7.               | FTS Florbal Náchod      |
| 8.               | FBŠ Asics Jihlava       |
| 9.               | TJ MEZ Vsetín           |
| 10.              | ASK Orka Stará Boleslav |
| 11.              | SKP Litolica Nymburk    |
| 12.              | FBC DDM Kadaň           |